# Tanjung Raja Utara
Tanjung Raja Utara is een bestuurslaag in het regentschap Ogan Ilir van de provincie Zuid-Sumatra, Indonesië. Tanjung Raja Utara telt 3312 inwoners (volkstelling 2010).